# Jeremie Miller
Pour les articles homonymes, voir Miller.
Jeremie Miller, né le 7 avril 1975 à Cascade (Iowa), est l'inventeur de Jabber et a développé Jabberd 1.0, le premier serveur Jabber. Il a aussi écrit un des premiers parsers XML, en JavaScript. Il a commencé son travail sur Jabber en 1998.